# Wanderausstellung
Eine Wanderausstellung ist eine Ausstellung, die nicht an einen festen Ort gebunden ist, sondern in Abständen den Ort wechselt.
Wanderausstellungen können alle Bereiche umfassen, die auch sonst Themen von Ausstellungen sind, seien es Kunst, Bildung, Unterhaltung etc. Ein Sonderfall sind so genannte Wanderkabinette. Wanderausstellungen können in unterschiedlichen Räumen präsentiert werden, neben regulären Museen und anderen für Ausstellungszwecke bestimmte Einrichtungen können es auch ungewöhnliche Orte sein. Mitunter sind Wanderausstellungen gleich in transportablen Gebäuden untergebracht oder in Fahrzeugen, wie der Zug der Erinnerung.
Wanderausstellungen können speziell zusammengestellt sein, sodass die Ausstellung nach dem Ende der Wanderphase aufgelöst und die Objekte auf unterschiedliche Sammlungen verteilt werden. Gelegentlich kommt es vor, dass eine Wanderausstellung nach dem Ende der Wanderphase ganz oder teilweise in die Dauerausstellung eines Museums oder einer ähnlichen Einrichtung integriert wird.
Nicht zu den Wanderausstellungen im klassischen Sinne gehören Sonderausstellungen eines Museums, die anschließend auch in einem zweiten Museum gezeigt werden. Dies wird häufiger praktiziert, wenn ein Museum zahlreiche Leihgaben für eine Ausstellung zur Verfügung gestellt hat und als Gegenleistung die Möglichkeit erhält, die gesamte Ausstellung auch in seinen Räumen zu zeigen.

## Bekannte Wanderausstellungen
- 30 Jahre Playmobil – Entdecke die Welt
- 40 Jahre Playmobil – Eine Abenteuerreise durch die Zeit
- Duckomenta
- Körperwelten
- Maus Oleum
- nanoTruck
- Wehrmachtsausstellung
- Wohnungslose im Nationalsozialismus
- X für U – Bilder, die lügen
- Zug der Erinnerung